# Erste Bitte
Jedem Kaiser des heiligen römischen Reiches stand das sogenannte Ius primariarum precum zu. Dieses Recht der Ersten Bitten beruhte nicht auf einer päpstlichen Verleihung, sondern auf dem Herkommen und wurde seit dem 13. Jahrhundert in Anspruch genommen. Es bedeutete, dass dem Kaiser aus Anlass seiner Krönung das Recht zur Besetzung der ersten jeweils freiwerdenden Präbende an jedem Stift im Heiligen Römischen Reich Deutscher Nation zustand. Die vom Kaiser benannte und bei einem Stift aufgenommene Person wurde als Prezist, die Kollation als Preces primariæ bezeichnet. Dem Prezisten stand es offen, die erste vakante Stelle anzunehmen oder aber abzuwarten, bis eine andere Präbende an dem Stift, für das er eine Preces besaß, frei wurde. Der Kaiser bestellte jedoch Prezisten nicht nur an Domkapiteln, sondern gleichfalls auch an Kollegiatstiften, Klöstern und Konventen.
In Fremdwörterbüchern Anfang des 20. Jahrhunderts wurde der Begriff Precist als eine Wortbildung aus dem Neulateinischen erklärt, welcher dem Latein, das die Römer sprachen, fremd war. Zur Herkunft wurde angemerkt: Von lateinisch prex, Genitiv prexis, also „Bitte“. Mit dem Begriff „Precist“ wurde ein so genannter Bittpfründer bzw. Versorgter bezeichnet. Die weibliche Form ist Precistin und wurde für diejenige Stiftsfrau verwendet, die im Damenstift auf Grund einer Bitte der preußischen Königin eine(n) Stelle/Platz erhielt.
Das kaiserliche Recht der ersten Bitte(n) übte auch die „Königliche Majestät von Preußen“ aus. Die damaligen Juristen waren sich nicht einig darüber, ob dieses Recht nur für weibliche Stifte in Frage kam. Auch Fürsten hatten das Recht zur ausnahmsweisen Besetzung bestimmter Stellen in Stiften und Domkapiteln. Preußische Königinnen haben als „Königliche Majestäten“ ebenfalls das Recht der ersten Bitte(n) „Jus primarum (primariarum) precum“ genutzt, z. B. bei der Besetzung einer offenen Stelle in adeligen Damenstiften.